# Homo sacer
Homo sacer (lat. heiliger Mensch) ist ein Rechtsbegriff im römischen Strafrecht.

## Begriff
Ein Mensch mit dem Rechtsstatus des homo sacer galt einerseits als vogelfrei und durfte straffrei getötet werden. Andererseits galt er auch als heilig. Aufgrund seiner Heiligkeit durfte er nicht geopfert werden, da er einer bestimmten Gottheit gehörte. Diese Rechtsfigur kam nach einem Eidbruch zum Zuge. Der Eidbrüchige gehörte dadurch der Gottheit, in deren Namen der Eid abgelegt wurde. Wenn er dann getötet wurde, wurde dies als Rache der Gottheit – die ja offensichtlich getäuscht wurde – gesehen.
Nach dem Zwölftafelgesetz (8,21) wird ein Patron, der seine Klienten täuscht, als sacer und damit als vogelfrei und friedlos gebannt. Die damit verbundene Form der willkürlichen Arretierung existierte in ganz Europa bis 1679, als in England die Habeas Corpus Akte eingesetzt wurde, nach der jeder Gefangene innerhalb einer Frist von drei Tagen in persona vor Gericht gestellt werden muss.

## Rezeption
In dem Versuch des italienischen Philosophen Giorgio Agamben, das Phänomen totalitärer Ideologien in der Moderne zu entschlüsseln und die Theorie der Biopolitik Michel Foucaults unter dem Aspekt des Ausnahmezustandes weiterzuentwickeln, verwendet er die Figur des homo sacer als Grundlage für die Betrachtungen seiner rechtsphilosophischen Genealogie. Agamben bezieht sich hier auf das Lexikon von Sextus Pompeius Festus. 
Enzo Traverso sieht im Anschluss an Hannah Arendt und mit Bezug auf Agamben in der Gestalt des Recht- und Staatenlosen als eines wiedererstandenen Homo sacer eine emblematische Figur der europäischen Krise, die 1914 ausgebrochen sei und sich zu einem Zweiten Dreißigjährigen Krieg ausgeweitet habe.